# Waldfriedhof
Als Waldfriedhof wird ein Friedhof bezeichnet, der auf der Gesamtfläche einen relativ dichten und gepflegten Baumbestand aufweist und damit zur Luftreinhaltung beiträgt.

## Abgrenzung
- Eine exakte Begriffsbestimmung für Waldfriedhöfe ist in den Bestattungsgesetzen der deutschen Bundesländer nicht enthalten.
- Waldfriedhöfe sind nicht identisch mit jenen für Baumbestattungen vorbehaltenen Flächen oder den als Bestattungswald ausgewiesenen Sonderflächen.
- Ein Parkfriedhof zeichnet sich demgegenüber durch eine starke Anpassung der Gestaltung aus.

## Auswahl von Waldfriedhöfen

### Berlin
- Waldfriedhof Adlershof (Friedlander Straße), Bezirk Treptow-Köpenick
- Waldfriedhof Dahlem, Bezirk Steglitz-Zehlendorf
- Waldfriedhof Grünau, Bezirk Treptow-Köpenick
- Waldkirchhof Mahlsdorf, Bezirk Marzahn-Hellersdorf
- Waldfriedhof Oberschöneweide, Bezirk Treptow-Köpenick
- Wilmersdorfer Waldfriedhof Stahnsdorf
- Waldfriedhof Zehlendorf, Bezirk Steglitz-Zehlendorf

→ Der Südwestkirchhof Stahnsdorf in Berlin ist von seiner Anlage her ein Waldfriedhof und wird häufig als solcher bezeichnet, ohne offiziell diesen Namen zu tragen.

### Deutschland – weitere Orte
- Waldfriedhof (Aachen)
- Waldfriedhof (Bad Homburg vor der Höhe)
- Waldfriedhof Bellheim
- Waldbegraebnis-Eckendorf (bei Bielefeld)
- Waldfriedhof Birkenfeld in Birkenfeld bei Pforzheim
- Waldfriedhof Burbach in Saarbrücken
- Waldfriedhof (Celle), mit Gedenkstätten zu den Opfern der NS-Zeit
- Waldfriedhof Darmstadt im Westen Darmstadts
- Heidefriedhof (Dresden)
- Waldfriedhof Weißer Hirsch in Dresden-Bühlau
- Waldfriedhof in Duisburg
- Gerresheimer Waldfriedhof in Düsseldorf-Gerresheim
- Waldfriedhof Oberrad in Frankfurt am Main
- Waldfriedhof (Füssen)
- Wilmersdorfer Waldfriedhof Güterfelde
- Waldfriedhof Grünwald bei München
- Waldfriedhof Halbe in Halbe bei Berlin
- Waldfriedhof Misburg in Hannover
- Waldfriedhof in Icking bei Wolfratshausen, Oberbayern
- Hauptfriedhof Koblenz, drittgrößter Waldfriedhof Deutschlands
- Waldfriedhof (Kritzow), Mecklenburg-Vorpommern
- Waldfriedhof Langenzenn, Langenzenn
- Waldfriedhof Lauheide bei Münster-Handorf
- Waldfriedhof (Linz am Rhein)
- Försterfriedhof in Lödderitz
- Waldfriedhof (Luckenwalde)
- Waldfriedhof Mombach in Mainz-Mombach mit Kriegsgräbern und Russischem Ehrenmal[1]
- Waldfriedhof (München)
- Waldfriedhof Neuenhagen, Neuenhagen bei Berlin, Hönower Chaussee
- Waldfriedhof Obermenzing (München)
- Waldfriedhof in Lüdenscheid-Piepersloh
- Waldfriedhof (Pirmasens)
- Waldfriedhof (Rheinbreitbach) in Rheinbreitbach
- Waldfriedhof (Rhöndorf)
- Waldfriedhof (Schloß Neuhaus) in Schloß Neuhaus
- Waldfriedhof Seelensdorf
- Waldfriedhof Schwerin
- Försterfriedhof Siehdichum
- Waldfriedhof Solingen
- Waldfriedhof Solln (München)
- Waldfriedhof Straubing in Straubing
- Waldfriedhof Stuttgart in Stuttgart-Degerloch
- Waldfriedhof Werdau in Werdau, Sachsen
- Waldfriedhof Dotzheim in Wiesbaden-Dotzheim
- Waldfriedhof Schladern in Windeck, Nordrhein-Westfalen
- Waldfriedhof (Würzburg)

### Schweiz
- Waldfriedhof Davos, Graubünden
- Waldfriedhof Rheinfelden, Aargau
- Waldfriedhof Schaffhausen in Schaffhausen

### Europa
- Waldfriedhof Kramsach, Soldatenfriedhof in Kramsach, Tirol
- Landesgedächtnisstätte Tummelplatz, Soldatenfriedhof in Innsbruck, Tirol
- Skogskyrkogården, Weltkulturerbe, Friedhof in Stockholm
- Waldfriedhof (Bruneck), Soldatenfriedhof in Südtirol
- Waldfriedhof Riga (Rīgas Meža kapi)
- Waldfriedhof Tallinn (Tallinna Metsakalmistu), Prominentenfriedhof in der Hauptstadt Estlands
- Waldfriedhof Jeziorko mit den Gräbern der Opfer von Massenhinrichtungen in Polen
- Waldfriedhof Zlín, Tschechien
- Waldfriedhof Kiew, Friedhof in Kiew, Ukraine